# Hôtel Belles Rives
Das Hôtel Belles Rives ist ein Luxushotel in Juan-les-Pins, einer Stadt in der Region Antibes an der Französischen Riviera. Das Hotel ist bekannt für seine Geschichte, seine Art-déco-Architektur und seine Lage an der Mittelmeerküste. Das Hotel nimmt eine besondere Stellung in der Literatur- und Kulturgeschichte ein, insbesondere durch seine Verbindung zu F. Scott Fitzgerald und dem Jazz Age.

## Geschichte
Das Hotel war ursprünglich eine Villa namens Villa Saint-Louis, die in den 1920er Jahren gebaut wurde. 1926 mieteten der amerikanische Schriftsteller F. Scott Fitzgerald und seine Frau Zelda die Villa. Hier schrieb Fitzgerald einen Großteil seines ikonischen Romans Zärtlich ist die Nacht, inspiriert von der Glamour der Region und seinen eigenen Erfahrungen. Die Villa wurde schnell zu einem Treffpunkt für die Expatriate-Gemeinde und bekannte Persönlichkeiten des Jazz Age, darunter Ernest Hemingway und Pablo Picasso.
1929 erwarben Boma Estène und seine Frau Simone die Villa Saint-Louis und verwandelten sie in ein Hotel. Das Hôtel Belles Rives eröffnete offiziell 1930 seine Türen und verkörperte den Geist der Ära mit seinem Art-déco-Stil. Während des Zweiten Weltkriegs wurde das Hotel geschlossen und nach der Wiedereröffnung wurden einige der Kriegsbefestigungen in das Design integriert.
1960 erhielt das Hotel eine Vier-Sterne-Bewertung, und unter der Leitung von Casimir Estène gewann es weiterhin an Bekanntheit. 2001 übernahm Marianne Estène-Chauvin, die Enkelin der ursprünglichen Besitzer, das Eigentum und die Leitung des Hotels.

## Kulturelle Bedeutung
Das Hôtel Belles Rives ist besonders für sein kulturelles Erbe bekannt, vor allem durch seine Verbindung zu F. Scott Fitzgerald. Jedes Jahr veranstaltet das Hotel den F. Scott Fitzgerald Literary Prize, der Beiträge zur Literatur würdigt, die den Geist von Fitzgeralds Werk verkörpern.

## Wasserski
1932 spielte das Hotel eine bedeutende Rolle in der Entwicklung des Wasserskis. Léo Roman und Emil Petersen experimentierten mit speziell für Wasser entwickelten Skiern und trugen so zum Wachstum dieses Sports bei. Nach dem Zweiten Weltkrieg wurde der Belles Rives Ski Nautique Club gegründet und 1949 fanden dort die ersten Wasserski-Weltmeisterschaften statt.